# Jesu Kreuz, Leiden und Pein
Jesu Kreuz, Leiden und Pein ist ein Passionslied des deutschen Evangelischen Gesangbuchs (EG, Nr. 78).

## Geschichte
Die Übertragung des ursprünglich tschechischen Textes Umuceni naseho Pana Jezu Krista aus dem noch vorreformatorischen böhmischen Gesangbuch aus dem Jahr 1501 erfolgte durch Petrus Herbert (1530–1571). Es erschien erstmals 1566 im dritten Gesangbuch der Böhmischen Brüderunität. Allerdings hat es Herbert bereits einige Jahre zuvor bearbeitet und im Jahr 1564 zusammen mit einer Petition an Kaiser Maximilian. Petrus Herbert war Pfarrer, Mitglied des Rates und auch Gesandter der Böhmischen Brüder.

## Inhalt
Das Lied befasst sich, nach einer Einleitung in der ersten Strophe, mit dem ganzen Leben Jesu. Der Passionsteil orientiert sich an Mt 26  und Mt 27 , es werden aber auch Bezüge zu Phil 2,7  gesehen.  Die Darstellung der Passion endet im Gesangbuch mit der achten Strophe, in denen drei der sieben Worte Jesu am Kreuz zitiert werden (die sowohl bei Mt 27,43  als auch bei Lk 23,34  und Lk 23,46  zu lesen sind). Eine neunte Strophe mit Verweis auf das Weizenkorn, das reiche Frucht bringt (Joh 12,24 ) und eine zehnte Strophe mit Lob und Dank und der Teilhabebitte an der Auferstehung beschließt die Fassung des EG Nr. 78. Ursprünglich besaß es siebzehn Strophen. Das Lutherische Gesangbuch enthält noch zwei eingeschobene Strophen 9 und 10 von Petrus Herbert (mit Bezug u. a. auf Lk 23,45 und Kol 2,14).

## Melodie
Bereits das Evangelische Kirchengesangbuch (EKG) enthielt das Lied aus dem 16. Jahrhundert. Obwohl die Melodie als „herb“ bzw. „etwas schwer zugänglich“ gilt, eignet es sich sehr für die Liturgien in der Karwoche. Als Alternativmelodie gilt jene des Liedes „Patris sapentina“. Diese ist erstmal 1522 in Prag nachweisbar und erschien dort im Jahr 1541. Eine weitere Melodie „Jesu Kreuz, Leiden und Pein“ wurde von Melchior Vulpius komponiert. Seine Melodievariante erschien in seinem 1609 in Jena veröffentlichten Werk Ein schon geistlich Gesangbuch, einer erweiterten Ausgabe seiner schon etwas früher veröffentlichten Kirchengesänge und geistlichen Lieder (Leipzig 1604). Die von Johann Sebastian Bach adaptierte Melodie hatte sich 1714 etabliert (Weißenfelser Gesang- und Kirchenbuch). Der Text wird in vielen Gemeinden auch auf die Melodie des Liedes Christus, der uns selig macht (EG Nr. 77) gesungen, das ebenfalls aus dem Umfeld der Böhmischen Brüder stammt.

## Bearbeitungen
Musikalische Bearbeitungen, die z. T. nur den Text übernehmen, gibt es u. a. von Johann Sebastian Bach (Choräle Nr. 177, BWV 245 sowie Nr. 14, 30 und 32 sowie BWV 182), Adam Gumpelzhaimer (1619) und Karl-Peter Chilla (1949). Die Melodie von Paul Stockmanns gleichnamiger Passionshymne (1633) gilt als Grundlage der Bachschen Bearbeitungen.